# San Michele aveva un gallo
San Michele aveva un gallo è un film del 1972 scritto e diretto da Paolo e Vittorio Taviani, liberamente tratto dal racconto Il divino e l'umano di Lev Tolstoj.
Il film è «un apologo affascinante sul conflitto politico-esistenziale tra socialismo utopistico e socialismo scientifico, tra due modi di intendere la rivoluzione, l'anarchico e il marxista».
È stato presentato al Forum del Festival di Berlino, alla Quinzaine des Réalisateurs del Festival di Cannes e alle Giornate di Cinema della Mostra del cinema di Venezia.

## Trama
Nel 1870 l'anarchico internazionalista Giulio Manieri guida un gruppo di compagni in un velleitario tentativo rivoluzionario in un piccolo paese umbro, Città della Pieve, che si conclude in un inevitabile fallimento che gli costa la condanna a morte.
La pena gli viene però commutata nell'ergastolo e Manieri trascorre le interminabili giornate di reclusione solitaria inscenando con sé stesso dei dibattiti politici, riuscendo così a sopravvivere all'isolamento ma scivolando progressivamente verso l'insanità mentale.
Dopo dieci anni di prigionia, viene deciso di trasferirlo in un altro carcere. Durante il viaggio in barca verso la nuova sistemazione, nella laguna veneziana, incontra un'altra barca che trasporta verso la stessa meta un gruppo di giovani sovversivi. Convinto di trovare in loro un comune sentire e di poter riprendere insieme quel dibattito che per anni ha proseguito da solo, scopre invece che il suo idealismo utopico e i suoi metodi di lotta non sono affatto condivisi, ma anzi sconfessati se non addirittura irrisi da quella nuova generazione di ribelli, animati da una strategia politica radicalmente diversa, meno sognatrice e più concreta, fondata sull'analisi scientifica della realtà, e convinti di non poter assistere in prima persona ai grandi cambiamenti ma di lavorare per il futuro.
Profondamente deluso da questo confronto, sentendosi ormai inutile e sorpassato dalla storia, si lascia scivolare in acqua per morire annegato.

## Produzione
Il film ha avuto una vicenda produttiva e distributiva tormentata. Prodotto nel 1972 con un budget molto ridotto, è uscito nelle sale cinematografiche italiane solo quattro anni dopo.
I Taviani si sono ispirati al racconto Il divino e l'umano di Tolstoj nel quale erano descritte le vicende di due rivoluzionari populisti, il primo dei quali (Svetlogùb) legge per caso il Vangelo, rinnega la violenza e vive gli ultimi giorni prima dell'esecuzione sotto l'influsso delle Beatitudini, l'altro (Meženetskij) resta fedele alle sue idee di rivoluzionario, ma si uccide perché incapace di sopportare lo scherno della nuova generazione di rivoluzionari marxisti che lo considerano un sovversivo patetico e votato alla sconfitta. Nel film dei Taviani è rappresentata, pressoché fedelmente, solo la vicenda di Meženetskij.
È il terzo dei quattro film dei Taviani interpretati da Giulio Brogi, dopo I sovversivi (1967) e Sotto il segno dello scorpione (1969) e prima di Il prato (1979).

## Critica
Per il Dizionario Morandini è «uno dei film più equilibrati e armoniosi» e per il Dizionario Mereghetti «uno dei film più sentiti e riusciti» dei fratelli Taviani, che hanno saputo sopperire ai limiti produttivi concentrando l'intero film sul protagonista, un bravissimo Brogi.